# Joseph Agricol Viala
Joseph Agricol Viala (22 de febrero de 1778 - 6 de julio de 1793) fue un niño héroe del Ejército Revolucionario Francés. Fue asesinado a los 15 años, aunque la mayoría de las veces se lo representa como un niño de 11 a 13 años.

## Vida
Viala vivía en Aviñón cuando, en 1793, estalló una revuelta federalista en el Midi tras la caída de los girondinos en París. Con el apoyo de los británicos, los monárquicos franceses se aliaron con los federalistas y tomaron el control de Tolón y Marsella. Ante este levantamiento, los soldados revolucionarios se vieron obligados a abandonar Nîmes, Aix y Arlés a los insurgentes y replegarse sobre Aviñón. Los habitantes de Lambesc y Tarascón se unieron a los rebeldes de Marsella y juntos se dirigieron hacia el Durance para marchar sobre Lyon, que también se había sublevado contra el gobierno central de París. Los rebeldes esperaban destruir la Convención y poner fin a la Revolución Francesa.
Joseph Agricol Viala era sobrino de Agricol Moureau, un jacobino de Aviñón, editor del Courrier d'Avignon y administrador del departamento de Vaucluse. Joseph Agricol se convirtió así en comandante de la "Espérance de la Patrie", una Guardia Nacional formada en su totalidad por jóvenes de Aviñón.
Al enterarse de la llegada de los rebeldes de Marsella, a principios de julio de 1793, las fuerzas republicanas (principalmente las de Aviñón) se reunieron para impedir que los rebeldes cruzaran el Durance. Viala se unió a las guardias nacionales de Aviñón. Numéricamente inferiores, su única solución fue cortar las cuerdas del bac de Bonpas bajo el fuego enemigo. Para ello, tuvieron que atravesar una carretera completamente expuesta al fuego rebelde y tras la cual se habían atrincherado las fuerzas revolucionarias. A pesar de su necesidad, las fuerzas revolucionarias se mostraron reacias a emprender una misión tan arriesgada. Según relatos del hecho, Viala, de 12 años, agarró un hacha, se lanzó al cable y comenzó a cortarlo. Fue objeto de varias ráfagas de mosquete y fue herido de muerte por una bala de mosquete de uno de ellos. Una cuenta decía:

En vano trataron de retenerlo; desafió el peligro y nadie pudo impedir que llevara a cabo su audaz plan. Cogió un hacha de zapador, disparó varias veces al enemigo con su mosquete, luego, a pesar de las balas de mosquete que silbaban a su alrededor, llegó a la orilla del río y, cogiendo su hacha, golpeó la cuerda con vigor. La suerte parecía acompañarle al principio; estuvo a punto de completar su peligrosa tarea sin ser alcanzado, cuando en ese momento una bala de mosquete le atravesó el pecho. Aún consiguió levantarse; pero volvió a caer con gran fuerza, gritando [en Dialecto provenzal] "M’an pas manqua ! Aquo es egaou; more per la libertat." (""¡No me han fallado! Todo es igual: muero por la libertad."). Luego expiró tras la sublime despedida, sin una queja ni un lamento.

El intento de Viala, sin embargo, no pudo evitar que los rebeldes cruzaran el Durance. Aun así, permitió a las fuerzas revolucionarias realizar una retirada ordenada sin poder recoger el cuerpo de Viala. Según la tradición, el soldado revolucionario que escuchó las últimas palabras de Viala intentó recoger el cuerpo pero tuvo que retirarse antes de poder hacerlo. Esto dejó el cuerpo para ser insultado y mutilado por los realistas que avanzaban antes de cruzar el río. Al enterarse de la muerte de su hijo, la madre de Viala dijo "¡Sí [...] murió por la patria!".

## Honores

### Siglo XVIII
Viala y Bara fueron los niños héroes más conocidos de la Revolución Francesa, aunque Viala fue posterior y, por lo tanto, menos conocido; de hecho, la prensa jacobina no invocó su memoria antes del pluvioso del año II. Fue sobre todo el discurso pronunciado por Robespierre ante la Convención del 18 de floreal lo que contribuyó a la difusión de la mitología de Viala. En ese discurso, Robespierre afirmó: "¿Por qué destino o por qué ingratitud se ha olvidado a un héroe aún más joven y digno de la posteridad?". A petición de Barère, la asamblea votó que Viala fuera honrado en el Panteón, aunque la ceremonia tuvo que posponerse del 30 de mesidor al 10 de termidor y luego fue cancelada por la caída de Robespierre el 9 de termidor. Aun así, durante el mes de pradial, Payan publicó un Précis historique sur Agricol Viala que contribuyó a la creciente popularidad de Viala. Se organizó un festival cívico en Aviñón el 30 mesidor "en honor de Bara y Viala".  También se distribuyó un grabado del rostro de Viala en todas las escuelas primarias.
El grabador Pierre-Michel Alix (1762–1817) realizó un retrato de cabeza y hombros de Viala. Louis Emmanuel Jadin (1768–1853) escribió la obra de teatro en un acto "Agricol Viala, ou Le jeune héros de la Durance" (Agricol Viala, o El joven héroe de Durance ), representada en París el 1 de julio de 1794. 1794 también vio el composición de la canción de marcha Chant du départ, cuya cuarta estrofa se pone en boca de un niño y menciona tanto a Bara como a Viala. El barco Viala, botado en 1795, lleva su nombre.

### SiglosXIXyXX

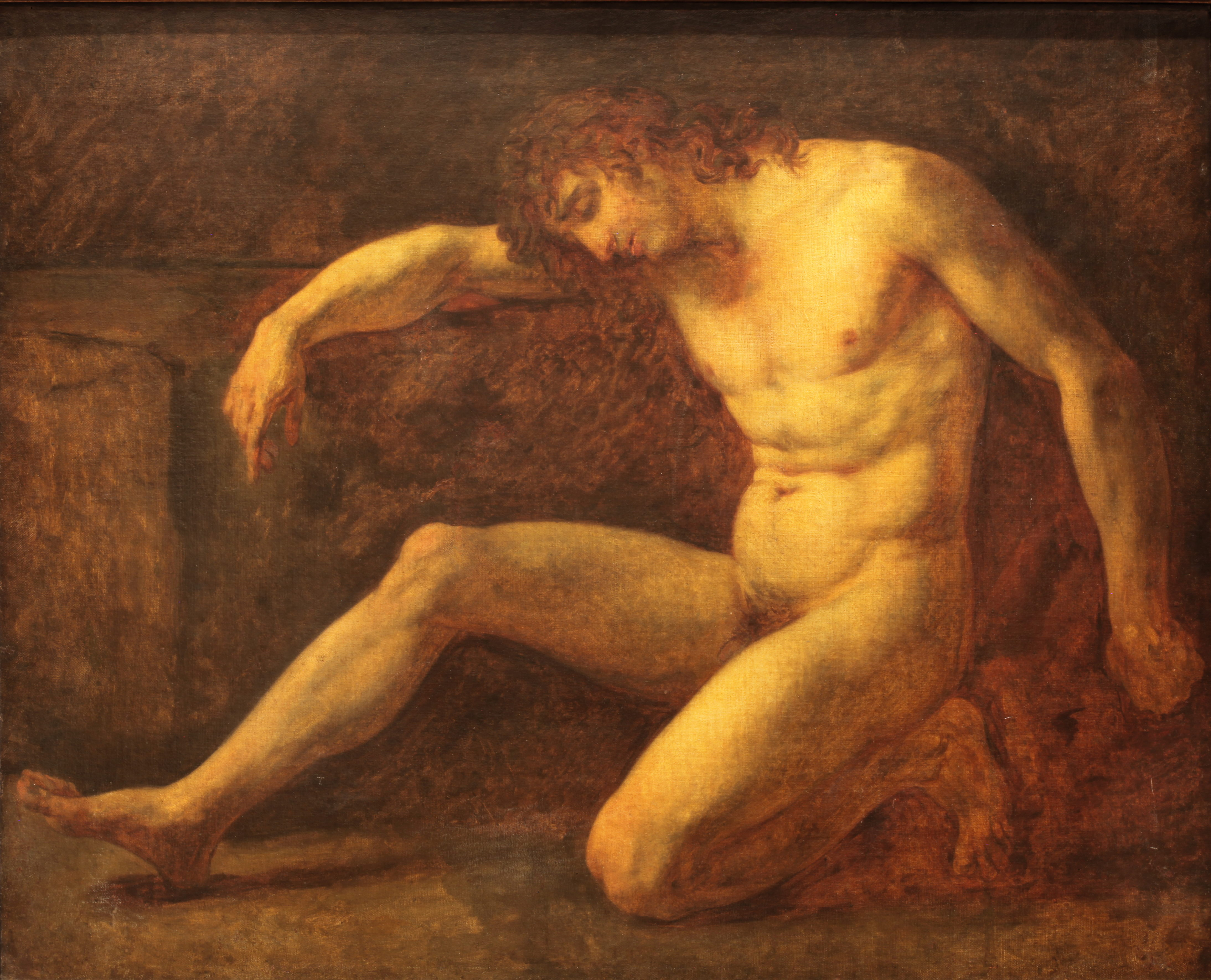
La muerte de Viala, de Pierre-Paul Prud'hon.

En 1822, el escultor Antoine Allier creó un monumento de bronce de tamaño natural a Viala, mostrándolo desnudo y de espaldas, con la mano derecha apoyada en un hacha y el brazo izquierdo agarrando un palo con un anillo y un trozo de cuerda. Después de haber sido cedido por el Louvre al museo de la ciudad, se instaló en la plaza Gustave-Charpentier, en el suburbio de Boulogne-sur-Mer, en junio de 1993.
Bajo la Tercera República francesa, la histografía y la literatura académica contribuyeron a renovar el interés por las figuras de Viala y Bara. Viala es también una de las 660 figuras cuyos nombres están grabados en el Arco del Triunfo (aparece en la columna 18 como VIALA) y la rue Viala, en el XV distrito de París, lleva su nombre.

## Controversias
En la pugna historiográfica entre prorrevolucionarios y antirrevolucionarios, los historiadores antirrevolucionarios locales han tratado de establecer que Viala provocó a los rebeldes con gestos groseros. Aparte de Viala, parece que fue sobre todo su tío (conocido como el "homme rouge" o "hombre rojo") a quien se le había visto haciendo esto. 